# گایانه شاهوردیان
گایانه میکائیلی شاهوردیان (ارمنی: Գայանե Միքայելի Շահվերդյան؛ انگلیسی: Gayane Shahverdyan؛ زادهٔ ۱۷ سپتامبر ۱۹۵۴) روان‌شناس و استاد دانشگاه اهل ارمنستان است.

## زندگی‌نامه
وی در ۱۷ سپتامبر ۱۹۵۴ در ایروان به دنیا آمد و از دانشگاه دولتی زبان‌ها و علوم اجتماعی بروسوف ایروان فارغ‌التحصیل گشت. 

## یادداشت
1. ↑  հոգեբանական գիտությունների դոկտոր